# 蒙特利爾 (密蘇里州)
蒙特利爾（英語：Montreal）是位於美國密蘇里州康登縣的普查規定居民點。

## 歷史
蒙特利爾的郵局自1861年營運至今。

## 人口
根據2020年美國人口普查的數據，蒙特利爾的面積為3.52平方千米，皆為陸地。當地共有人口119人，而人口密度為每平方千米33.81人。